# Systém orchidejí
Čeleď vstavačovité (Orchidaceae) je v platné taxonomii členěna na 5 podčeledí, které jsou dále členěny na triby a podtriby. Bazální skupinou je podčeleď Apostasioideae, nejodvozenější jsou silně diverzifikované podčeledi Epidendroideae a Orchidoideae.

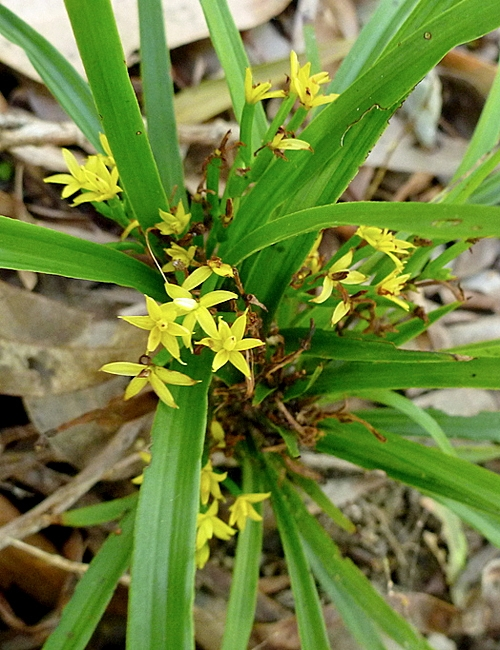
Apostasia wallichii, Apostasioideae
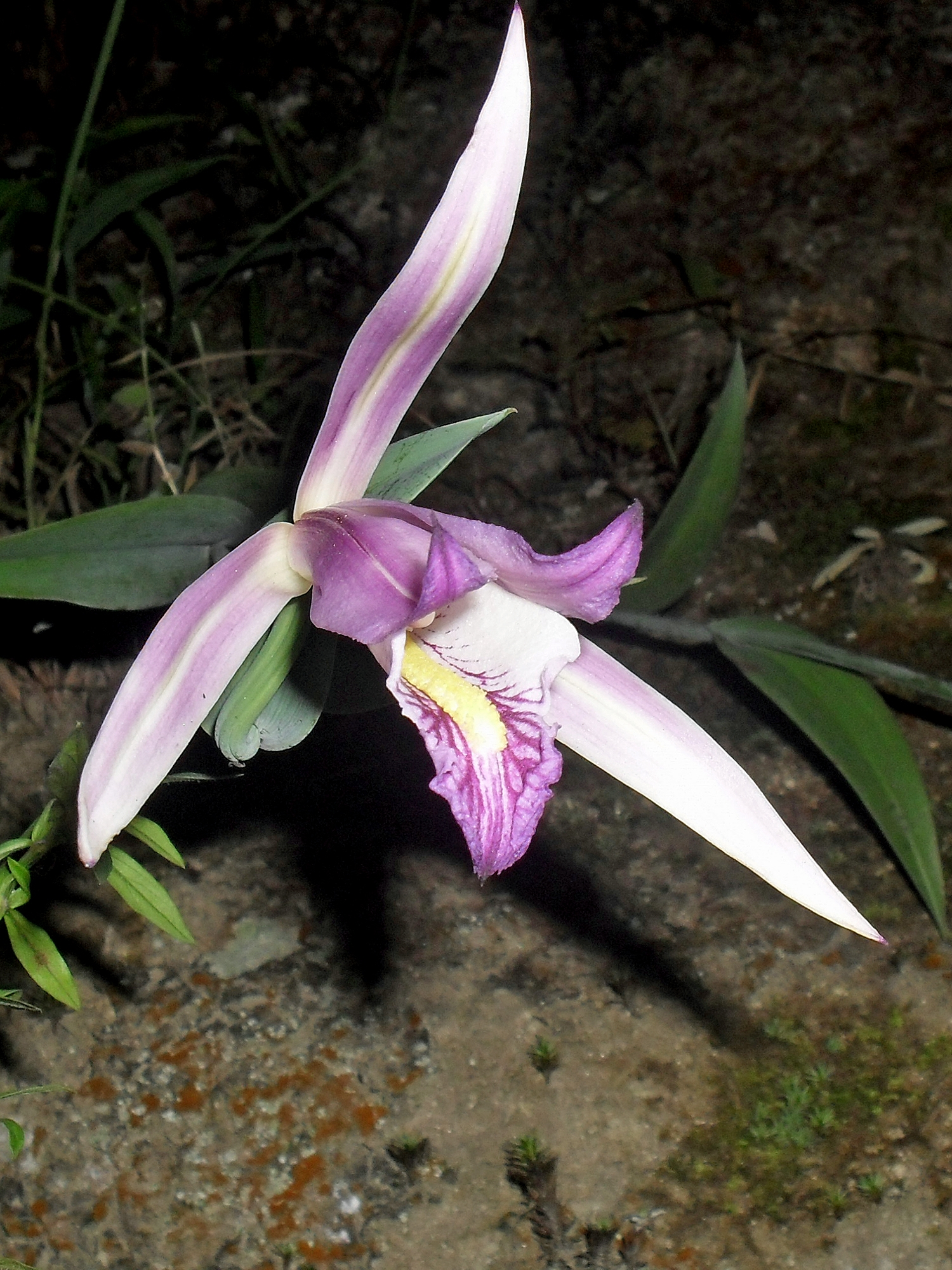
Cleistes libonii, Vanilloideae
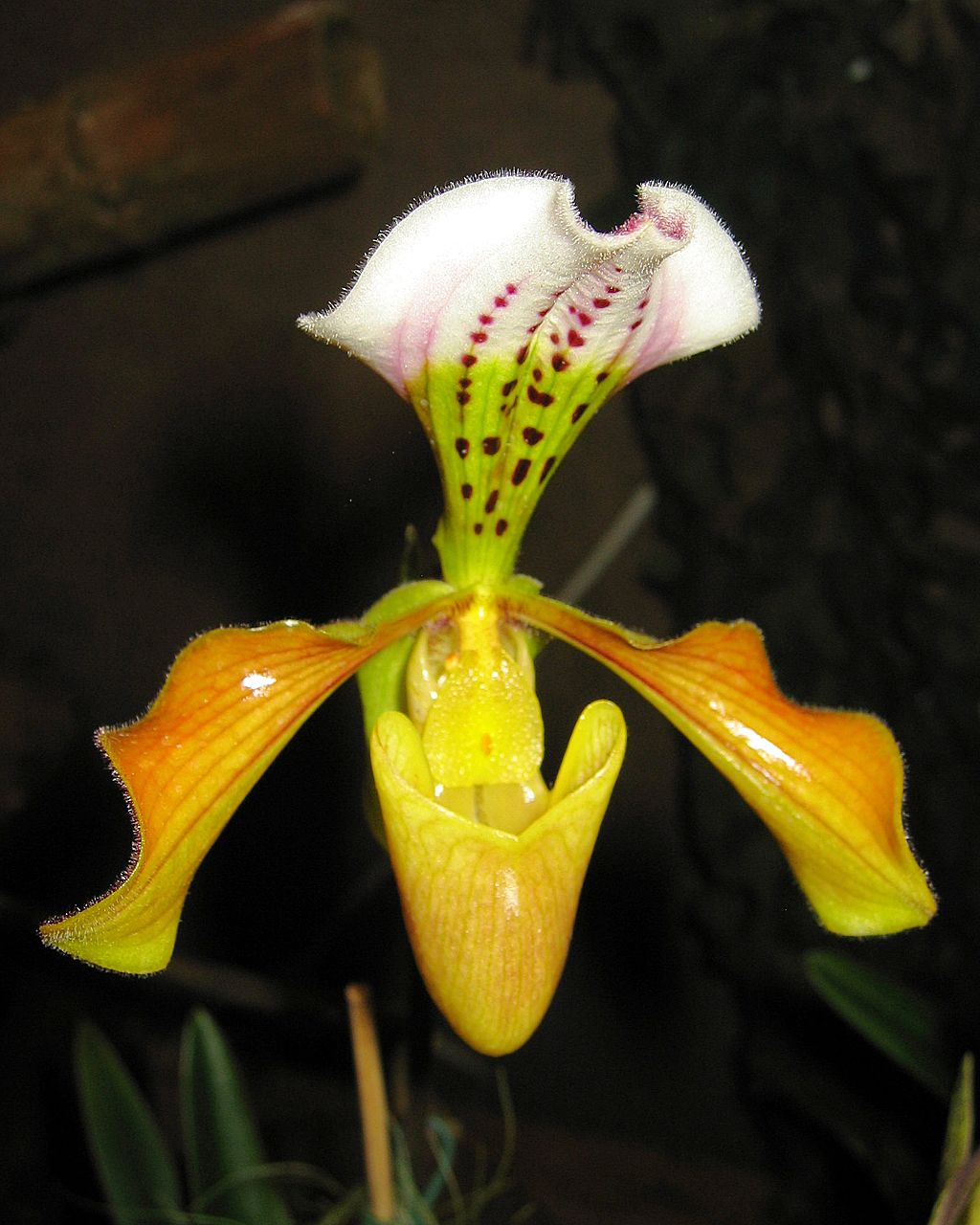
Paphiopedilum gratrixianum, Cypripedioideae
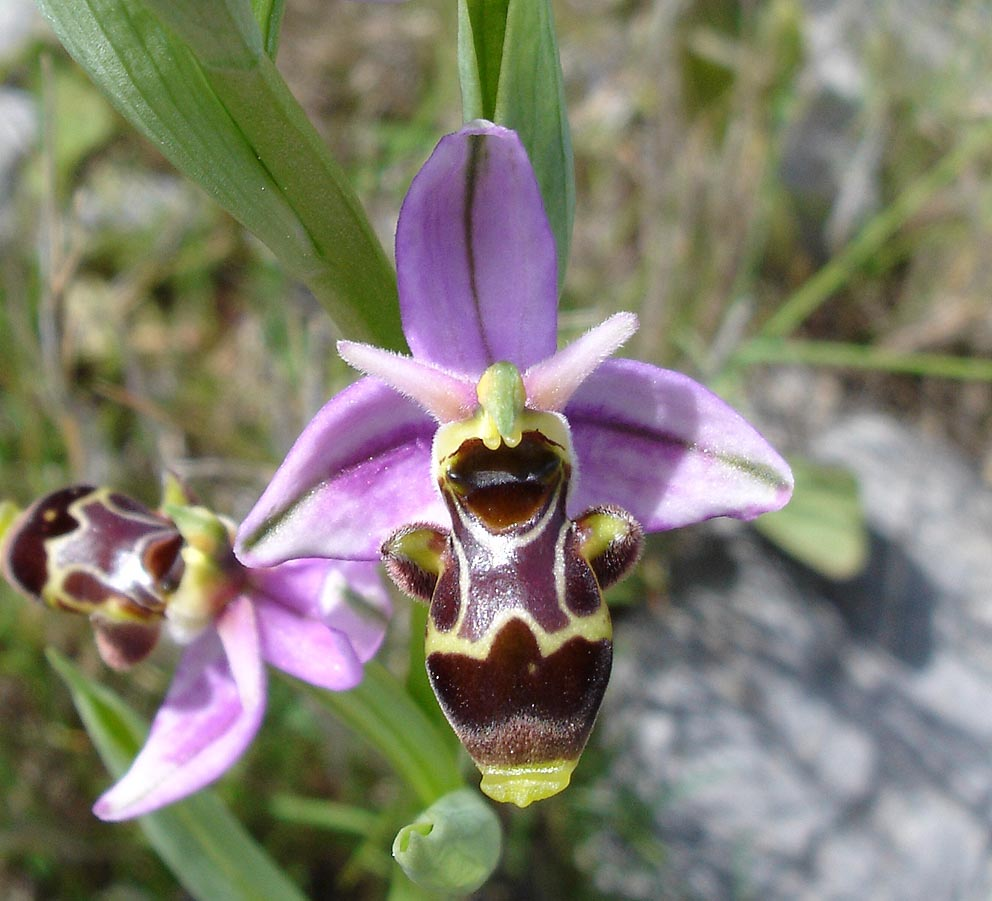
Ophrys scolopax, Orchidoideae
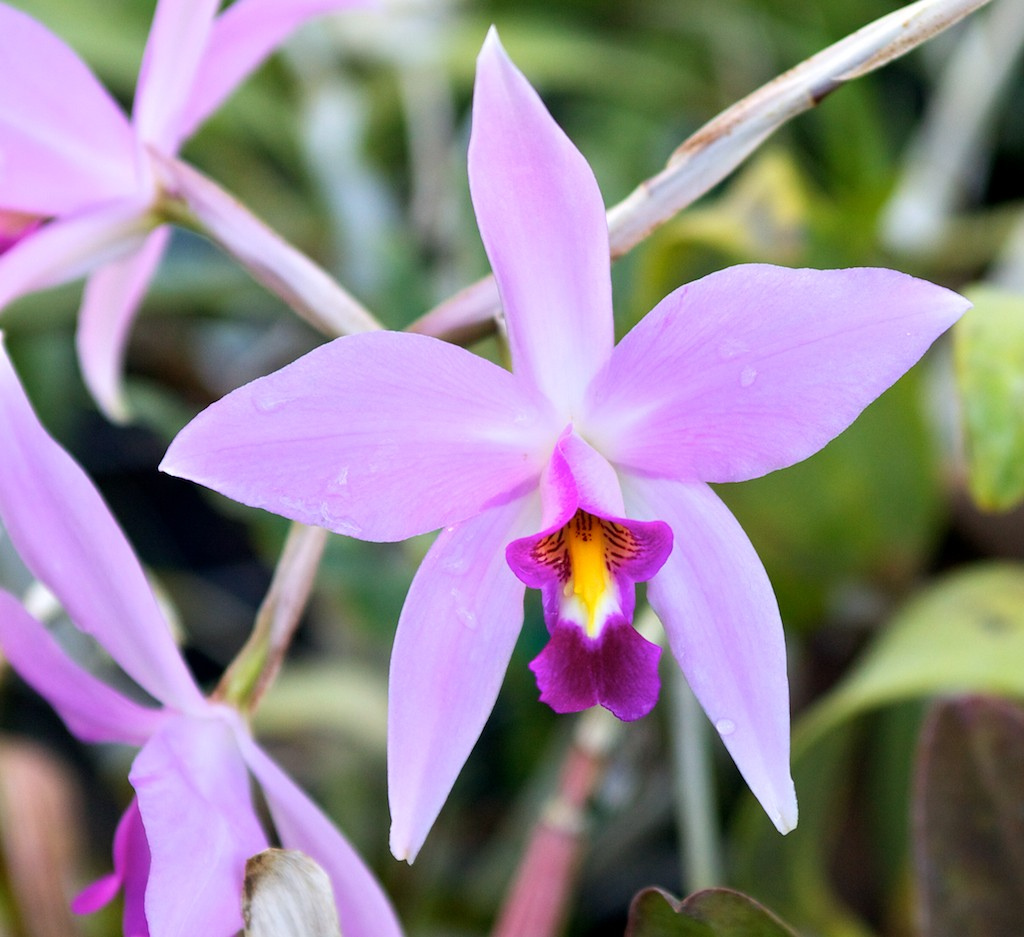
Laelia anceps, Epidendroideae

## podčeleďApostasioideae
Podčeleď zahrnuje 16 druhů ve 2 rodech, výskyt v tropické Asii, Japonsku, Austrálii a Tichomoří. Rostliny mají archaickou stavbu květů a celkovým vzhledem se odlišují od ostatních orchidejí.
- Apostasia, Neuwiedia

## podčeleďVanilloideae
Podčeleď zahrnuje celkem 245 druhů ve 14 rodech, rozřazených do 2 tribů. Největší rody jsou Vanilla (105 druhů) a Cleistes (64 druhů). Rozšířena v tropech všech kontinentů. 
tribus Pogonieae
- Cleistes, Cleistesiopsis, Duckeella, Isotria, Pogonia

tribus Vanilleae
- Clematepistephium, Cyrtosia, Epistephium, Eriaxis, Erythrorchis, Galeola, Lecanorchis, Pseudovanilla, Vanilla

## podčeleďCypripedioideae
170 druhů v 5 rodech. Temperátní až tropická Amerika a Asie, Evropa. Největší rody Paphiopedilum (86 druhů) a střevíčník (Cypripedium, 51 druhů).
- Cypripedium, Mexipedium, Paphiopedilum, Phragmipedium, Selenipedium

## podčeleďOrchidoideae
Podčeleď zahrnuje 3755 druhů ve 208 rodech. Největší rody Habenaria (840 druhů), Caladenia (270), Pterostylis (211) a Disa (182 druhů). Rozšíření celosvětové, chybí jen ve velmi suchých oblastech (vnitrozemí Austrálie, Sahara, poušť Gobi).
tribus Codonorchideae
- Codonorchis

tribus Cranichideae
  podtribus Chloraeinae
- Bipinnula, Chloraea, Gavilea

  podtribus Cranichidinae
- Aa, Altensteinia, Baskervilla, Cranichis, Fuertesiella, Galeoglossum, Gomphichis, Myrosmodes, Ponthieva, Porphyrostachys, Prescottia, Pseudocentrum, Pterichis, Solenocentrum, Stenoptera

  podtribus Galeottiellinae
- Galeottiella

  podtribus Goodyerinae
- Aenhenrya, Anoectochilus, Aspidogyne, Chamaegastrodia, Cheirostylis, Cystorchis, Danhatchia, Dossinia, Erythrodes, Eurycentrum, Gonatostylis, Goodyera, Halleorchis, Herpysma, Hetaeria, Hylophila, Kreodanthus, Kuhlhasseltia, Lepidogyne, Ludisia, Macodes, Microchilus, Myrmechis, Odontochilus, Orchipedum, Pachyplectron, Papuaea, Platylepis, Rhamphorhynchus, Rhomboda, Schuitemania, Stephanothelys, Vrydagzynea, Zeuxine

  podtribus Manniellinae
- Manniella

  podtribus Pterostylidinae
- Pterostylis, Achlydosa

  podtribus Discyphinae
- Discyphus

  podtribus Spiranthinae
- Aracamunia, Aulosepalum, Beloglottis, Brachystele, Buchtienia, Coccineorchis, Cotylolabium, Cybebus, Cyclopogon, Degranvillea, Deiregyne, Dichromanthus, Eltroplectris, Eurystyles, Funkiella, Hapalorchis, Helonoma, Kionophyton, Lankesterella, Lyroglossa, Mesadenella, Mesadenus, Nothostele, Odontorrhynchus, Pelexia, Physogyne, Pseudogoodyera, Pteroglossa, Quechua, Sacoila, Sarcoglottis, Sauroglossum, Schiedeella, Skeptrostachys, Sotoa, Spiranthes, Stalkya, Stenorrhynchos, Svenkoeltzia, Thelyschista, Veyretia

tribus Diurideae
  podtribus Acianthinae
- Acianthus, Corybas, Cyrtostylis, Stigmatodactylus, Townsonia

  podtribus Caladeniinae
- Adenochilus, Aporostylis, Caladenia, Cyanicula, Elythranthera, Ericksonella, Eriochilus, Glossodia, Leptoceras, Pheladenia, Praecoxanthus

  podtribus Cryptostylidinae
- Coilochilus, Cryptostylis

  podtribus Diuridinae
- Diuris, Orthoceras

  podtribus Drakaeinae
- Arthrochilus, Caleana, Chiloglottis, Drakaea, Paracaleana, Spiculaea

  podtribus Megastylidinae
- Burnettia, Leporella, Lyperanthus, Megastylis, Pyrorchis, Rimacola, Waireia

  podtribus Prasophyllinae
- Genoplesium, Microtis, Prasophyllum

  podtribus Rhizanthellinae
- Rhizanthella

  podtribus Thelymitrinae
- Calochilus, Epiblema, Thelymitra

tribus Orchideae
  podtribus Brownleeinae
- Brownleea, Disperis

  podtribus Coryciinae
- Ceratandra, Corycium, Evotella, Pterygodium

  podtribus Disinae
- Disa, Huttonaea, Pachites

  podtribus Orchidinae
- Aceratorchis, Anacamptis, Androcorys, Bartholina, Benthamia, Bhutanthera, Bonatea, Brachycorythis, Centrostigma, Chamorchis, Cynorkis, Dactylorhiza, Diplomeris, Dracomonticola, Galearis, Gennaria, Gymnadenia, Habenaria, Hemipilia, Hsenhsua, Herminium, Himantoglossum, Holothrix, Megalorchis, Neobolusia, Neotinea, Oligophyton, Ophrys, Orchis, Pecteilis, Peristylus, Physoceras, Platanthera, Platycoryne, Ponerorchis, Porolabium, Pseudorchis, Roeperocharis, Satyrium, Schizochilus, Serapias, Silvorchis, Sirindhornia, Stenoglottis, Steveniella, Thulinia, Traunsteinera, Tsaiorchis, Tylostigma, Veyretella

## podčeleďEpidendroideae
Největší podčeleď, zahrnující asi 21800 druhů v 650 rodech. Je členěna do 14 tribů. Největší rody jsou Bulbophyllum (1870 druhů), Dendrobium (1700), Epidendrum (1425), Lepanthes (přes 1200) a Stelis (1120 druhů). Rozšíření po celém světě s výjimkou velmi suchých oblastí a jihu Jižní Ameriky.
tribus Neottieae
- Aphyllorchis, Cephalanthera, Epipactis, Limodorum, Neottia, Palmorchis

tribus Sobralieae
- Elleanthus, Epilyna, Sertifera, Sobralia

tribus Tropidieae
- Corymborkis, Tropidia

tribus Triphoreae
  podtribus Diceratostelinae
- Diceratostele

  podtribus Triphorinae
- Monophyllorchis, Pogoniopsis, Psilochilus, Triphora

tribus Xerorchideae
- Xerorchis

tribus Wullschlaegelieae
- Wullschlaegelia

tribus Gastrodieae
- Auxopus, Didymoplexiella, Didymoplexis, Gastrodia, Uleiorchis

tribus Nervilieae
  podtribus Nerviliinae
- Nervilia

  podtribus Epipogiinae
- Epipogium, Stereosandra

tribus Thaieae
- Thaia

tribus Arethuseae
  podtribus Arethusinae
- Anthogonium, Arethusa, Arundina, Calopogon, Eleorchis

  podtribus Coelogyninae
- Aglossorrhyncha, Bletilla, Bracisepalum, Bulleyia, Chelonistele, Coelogyne, Dendrochilum, Dickasonia, Dilochia, Entomophobia, Geesinkorchis, Glomera, Gynoglottis, Ischnogyne, Nabaluia, Neogyna, Otochilus, Panisea, Pholidota, Pleione, Thunia

tribus Malaxideae
  podtribus Dendrobiinae
- Bulbophyllum, Dendrobium

  podtribus Malaxidinae
- Alatiliparis, Crepidium, Crossoglossa, Crossoliparis, Dienia, Hammarbya, Hippeophyllum, Liparis, Malaxis, Oberonia, Oberonioides, Orestias, Stichorkis, Tamayorkis

tribus Cymbidieae
  podtribus Cymbidiinae
- Acriopsis, Cymbidium, Grammatophyllum, Porphyroglottis, Thecopus, Thecostele

  podtribus Eulophiinae
- Acrolophia, Ansellia, Claderia, Cymbidiella, Dipodium, Eulophia, Eulophiella, Geodorum, Grammangis, Graphorkis, Imerinaea, Oeceoclades, Paralophia

  podtribus Catasetinae
- Catasetum, Clowesia, Cyanaeorchis, Cycnoches, Dressleria, Galeandra, Grobya, Mormodes

  podtribus Cyrtopodiinae
- Cyrtopodium

  podtribus Coeliopsidinae
- Coeliopsis, Lycomormium, Peristeria

  podtribus Eriopsidinae
- Eriopsis

  podtribus Maxillariinae
- Anguloa, Bifrenaria, Guanchezia, Horvatia, Lycaste, Maxillaria, Neomoorea, Rudolfiella, Scuticaria, Sudamerlycaste, Teuscheria, Xylobium

  podtribus Oncidiinae
- Aspasia, Brassia, Caluera, Capanemia, Caucaea, Centroglossa, Chytroglossa, Cischweinfia, Comparettia, Cuitlauzina, Cypholoron, Cyrtochiloides, Cyrtochilum, Dunstervillea, Eloyella, Erycina, Fernandezia, Gomesa, Grandiphyllum, Hintonella, Hofmeisterella, Ionopsis, Leochilus, Lockhartia, Macradenia, Macroclinium, Miltonia, Miltoniopsis, Notylia, Notyliopsis, Oliveriana, Oncidium, Ornithocephalus, Otoglossum, Phymatidium, Platyrhiza, Plectrophora, Polyotidium, Psychopsiella, Psychopsis, Pterostemma, Quekettia, Rauhiella, Rhynchostele, Rodriguezia, Rossioglossum, Sanderella, Saundersia, Schunkea, Seegeriella, Solenidium, Suarezia, Sutrina, Systeloglossum, Telipogon, Thysanoglossa, Tolumnia, Trichocentrum, Trichoceros, Trichopilia, Trizeuxis, Vitekorchis, Warmingia, Zelenkoa, Zygostates

  podtribus Stanhopeinae
- Acineta, Braemia, Cirrhaea, Coryanthes, Embreea, Gongora, Horichia, Houlletia, Kegeliella, Lacaena, Lueckelia, Lueddemannia, Paphinia, Polycycnis, Schlimia, Sievekingia, Soterosanthus, Stanhopea, Trevoria, Vasqueziella

  podtribus Zygopetalinae
- Aetheorhyncha, Aganisia, Batemannia, Benzingia, Chaubardia, Chaubardiella, Cheiradenia, Chondrorhyncha, Chondroscaphe, Cochleanthes, Cryptarrhena, Daiotyla, Dichaea, Echinorhyncha, Euryblema, Galeottia, Hoehneella, Huntleya, Ixyophora, Kefersteinia, Koellensteinia, Neogardneria, Otostylis, Pabstia, Paradisanthus, Pescatoria, Promenaea, Stenia, Stenotyla, Vargasiella, Warczewiczella, Warrea, Warreella, Warreopsis, Zygopetalum, Zygosepalum

tribus Epidendreae
  podtribus Bletiinae
- Basiphyllaea Schltr, Bletia, Chysis, Hexalectris

  podtribus Laeliinae
- Acrorchis, Adamantinia, Alamania, Arpophyllum, Artorima, Barkeria, Brassavola, Broughtonia, Cattleya (včetně Sophronitis), Caularthron, Constantia, Dimerandra, Dinema, Domingoa, Encyclia, Epidendrum, Guarianthe, Hagsatera, Homalopetalum, Isabelia, Jacquiniella, Laelia, Leptotes, Loefgrenianthus, Meiracyllium, Microepidendrum, Myrmecophila, Nidema, Oestlundia, Orleanesia, Prosthechea, Pseudolaelia, Psychilis, Pygmaeorchis, Quisqueya, Rhyncholaelia, Scaphyglottis, Tetramicra

  podtribus Pleurothallidinae
- Acianthera, Anathallis, Andinia, Barbosella, Brachionidium, Chamelophyton, Dilomilis, Diodonopsis, Draconanthes, Dracula, Dresslerella, Dryadella, Echinosepala, Frondaria, Kraenzlinella, Lepanthes, Lepanthopsis, Masdevallia, Myoxanthus, Neocogniauxia, Octomeria, Pabstiella, Phloeophila, Platystele, Pleurothallis, Pleurothallopsis, Porroglossum, Restrepia, Restrepiella, Sansonia, Scaphosepalum, Specklinia, Stelis, Teagueia, Tomzanonia, Trichosalpinx, Trisetella, Zootrophion

  podtribus Ponerinae
- Helleriella, Isochilus, Nemaconia, Ponera

  podtribus Calypsoinae
- Aplectrum, Calypso, Changnienia, Coelia, Corallorhiza, Cremastra, Dactylostalix, Danxiaorchis, Ephippianthus, Govenia, Oreorchis, Tipularia, Yoania

  podtribus Agrostophyllinae
- Agrostophyllum, Earina

tribus Collabieae
- Acanthephippium, Ancistrochilus, Ania, Calanthe, Cephalantheropsis, Chrysoglossum, Collabium, Diglyphosa, Eriodes, Gastrorchis, Hancockia, Ipsea, Nephelaphyllum, Pachystoma, Phaius, Pilophyllum, Plocoglottis, Risleya, Spathoglottis, Tainia

tribus Podochileae
- Appendicula, Ascidieria, Bryobium, Callostylis, Campanulorchis, Ceratostylis, Conchidium, Cryptochilus, Dilochiopsis, Epiblastus, Eria, Mediocalcar, Mycaranthes, Notheria, Octarrhena, Oxystophyllum, Phreatia, Pinalia, Poaephyllum, Podochilus, Porpax, Pseuderia, Ridleyella, Sarcostoma, Stolzia, Thelasis, Trichotosia

tribus Vandeae
  podtribus Adrorhizinae
- Adrorhizon, Bromheadia, Sirhookera

  podtribus Polystachyinae
- Hederorkis, Polystachya

  podtribus Aeridinae
- Acampe, Adenoncos, Aerides, Amesiella, Arachnis, Biermannia, Bogoria, Brachypeza, Calymmanthera, Ceratocentron, Chamaeanthus, Chiloschista, Chroniochilus, Cleisocentron, Cleisomeria, Cleisostoma, Cleisostomopsis, Cottonia, Cryptopylos, Deceptor, Dimorphorchis, Diplocentrum, Diploprora, Dryadorchis, Drymoanthus, Dyakia, Eclecticus, Gastrochilus, Grosourdya, Gunnarella, Holcoglossum, Hymenorchis, Jejewoodia, Luisia, Macropodanthus, Micropera, Microsaccus, Mobilabium, Omoea, Ophioglossella, Papilionanthe, Papillilabium, Paraphalaenopsis, Pelatantheria, Pennilabium, Peristeranthus, Phalaenopsis, Phragmorchis, Plectorrhiza, Pomatocalpa, Porrorhachis, Pteroceras, Renanthera, Rhinerrhiza, Rhinerrhizopsis, Rhynchogyna, Rhynchostylis, Robiquetia, Saccolabiopsis, Saccolabium, Santotomasia, Sarcanthopsis, Sarcochilus, Sarcoglyphis, Sarcophyton, Schistotylus, Schoenorchis, Seidenfadenia, Seidenfadeniella, Singchia, Smithsonia, Smitinandia, Spongiola, Stereochilus, Taeniophyllum, Taprobanea, Thrixspermum, Trachoma, Trichoglottis, Tuberolabium, Uncifera, Vanda, Vandopsis

  podtribus Angraecinae
- Aerangis, Aeranthes, Ambrella, Ancistrorhynchus, Angraecopsis, Angraecum, Beclardia, Bolusiella, Calyptrochilum, Campylocentrum, Cardiochilos, Chauliodon, Cribbia, Cryptopus, Cyrtorchis, Dendrophylax, Diaphananthe, Dinklageella, Distylodon, Eggelingia, Erasanthe, Eurychone, Jumellea, Lemurella, Lemurorchis, Listrostachys, Margelliantha, Microcoelia, Mystacidium, Neobathiea, Nephrangis, Oeonia, Oeoniella, Ossiculum, Plectrelminthus, Podangis, Rangaeris, Rhaesteria, Rhipidoglossum, Sobennikoffia, Solenangis, Sphyrarhynchus, Summerhayesia, Taeniorrhiza, Triceratorhynchus, Tridactyle, Ypsilopus[2]